# Jacek Będzikowski
Jacek Będzikowski (* 22. Oktober 1972 in Legnica/Polen) ist ein polnischer Handballtrainer und ehemaliger Handballspieler.

## Karriere
Jacek Będzikowski debütierte für WKS Śląsk Wrocław in der ersten polnischen Liga. Mit den Breslauern gewann er 1996 die polnische Meisterschaft und 1997 die Vizemeisterschaft, 1996 wurde Będzikowski zu Polens Handballer des Jahres gewählt. 1998 suchte er eine neue Herausforderung und wechselte zum deutschen Zweitligisten TSV Bayer Dormagen, mit dem er 1999 in die 1. deutsche Handball-Bundesliga aufstieg. Ein Jahr später ging Będzikowski zum TV Großwallstadt. Dort blieb er vier Jahre, ehe er zum Wilhelmshavener HV weiterzog. Mit den Nordseestädtern schaffte er zweimal den Klassenerhalt; den Abstieg 2008 konnte er jedoch nicht verhindern. Im Sommer 2008 wechselte Będzikowski zum Zweitligisten TSV Hannover-Burgdorf. Mit dem Verein stieg er 2009 in die 1. Bundesliga auf, wobei er das letzte entscheidende Tor, in buchstäblich letzter Sekunde, beim Relegationsrückspiel erzielte, welches Burgdorf noch benötigte, um aufzusteigen. In der Saison 2010/11 war er auch als Co-Trainer tätig.
Będzikowski übernahm im Jahr 2011 das Traineramt vom polnischen Erstligisten Zagłębie Lubin. Nach nur 11 Punkten in 18 Saisonspielen wurde er im Februar 2012 von seinen Aufgaben entbunden. Im Oktober 2012 nahm Będzikowski das Amt des Co-Trainers der polnischen Nationalmannschaft an. Im Jahre 2016 gab Będzikowski diesem Posten ab und übernahm den polnischen Erstligisten KS Meble Wójcik Elbląg. Nachdem Elbląg für die Saison 2018/19 keine Lizenz erhalten hatte, übernahm Będzikowski die A-Jugend von LHC Cottbus sowie den Posten des Landestrainers im Cottbuser Leistungsstützpunkt.
Jacek Będzikowski hat 104 Länderspiele für die polnische Nationalmannschaft bestritten (1993–2005), in denen er 283 Tore erzielte.

## Privates
Sein Zwillingsbruder Piotr ist ebenfalls Handballtrainer und ehemaliger Nationalspieler. Sein Neffe Jakub ist polnischer Juniorennationalspieler.